# Liparoderus galeatus
Liparoderus galeatus es una especie de coleóptero de la familia Anthicidae.

## Distribución geográfica
Habita en Argelia.